# Julia Tyler
Julia Gardiner Tyler (ur. 4 maja albo 23 lipca 1820 w East Hampton, zm. 10 lipca 1889 w Richmond) – druga żona dziesiątego prezydenta Stanów Zjednoczonych Johna Tylera oraz pierwsza dama Stanów Zjednoczonych od 26 czerwca 1844 do 4 marca 1845.

## Życiorys
Julia Gardiner urodziła się 4 maja albo 23 lipca 1820 roku w stanie Nowy Jork, jako córka senatora Davida Gardinera i jego żony Juliany McLachlan. Miała dwóch starszych braci: Davida i Alexandra oraz młodszą siostrę Margaret. Mieszkając na Long Island początkowo pobierała wraz z siostrą nauki w domu, by potem zacząć chodzić do szkoły Madame Chagaray.
Po zakończeniu edukacji powróciła do domu, jednak ze względu na burzliwe życie towarzyskie, jakie prowadziła, rodzice postanowili wyjechać z córkami do Europy. W 1840 roku wypłynęli do Anglii, a następnie odwiedzili też m.in. Francję. Po powrocie do Stanów Zjednoczonych, zamieszkali w Waszyngtonie. Na początku 1842 roku, uczestnicząc w przyjęciu w Białym Domu poznała prezydenta Johna Tylera. Pięć miesięcy po śmierci pierwszej żony, Tyler oświadczył się Julii, lecz ta nie dała mu wówczas odpowiedzi. Opuściła Waszyngton, prowadząc jednak z Tylerem korespondencję listowną. Powróciła do stolicy w 1844 roku i została zaproszona na rejs po Potomaku. Podczas rejsu wydarzył się wypadek, w wyniku którego zginęło kilku członków gabinetu oraz ojciec Julii. Prezydent zatroszczył się wówczas o nią i w kwietniu 1844 napisał list do jej matki, prosząc o rękę dziewczyny. Dwa miesiące później para pobrała się w całkowitej tajemnicy w Howards Hotel w Nowym Jorku.
Wprowadzając się do Białego Domu, Julia aktywnie włączyła się w życie towarzyskie: organizowała przyjęcia, wprowadziła nowe porządki i zwyczaje. Jednym z nowych zwyczajów było to, aby obok portretów prezydentów, znajdowały się także portrety ich żon oraz to by witać głowę państwa melodią „Hail to the Chief”. Jej sposób bycia nie przysparzał sympatii innych kobiet, zwłaszcza córek Tylera z pierwszego małżeństwa. Niechętni byli jej także członkowie Partii Republikańskiej. Julia nie wpływała na decyzje polityczne męża, z którymi zgadzała się w całości.
Rok po opuszczeniu Białego Domu, w prasie pojawiła się plotka, głosząca że Julia planuje się rozwieść z mężem. Rodzina byłej pierwszej damy podjęła częściowo skuteczne próby sprostowania tej informacji. Tylerowie nadal aktywnie uczestniczyli w życiu politycznym, popierając ekspansjonistyczną politykę wobec Meksyku, a następnie prokonfederacką stronę podczas wojny secesyjnej. Na początku 1862 roku przebywali w Richmond na obradach legislatury stanowej. 18 stycznia John Tyler doznał wylewu i zmarł. Julia osiedliła się wówczas na Staten Island. Podczas wojny secesyjnej jej posiadłość została zdewastowana, przez co Julia domagała się potem odszkodowania od rządu federalnego. W 1881 roku otrzymała od Kongresu pensję jako była pierwsza dama, w wysokości pięciu tysięcy dolarów rocznie. Znacznie poprawiło to jej sytuację finansową.
10 lipca 1889 roku doznała wylewu. Zmarła tego samego dnia w Richmond.

## Życie prywatne
Julia Gardiner poślubiła Johna Tylera 26 czerwca 1844 w Kościele episkopalnym w Nowym Jorku. Mieli razem siedmioro dzieci. W 1872 roku Julia przeszła na katolicyzm.